# Joaquim Ayné i Rabell

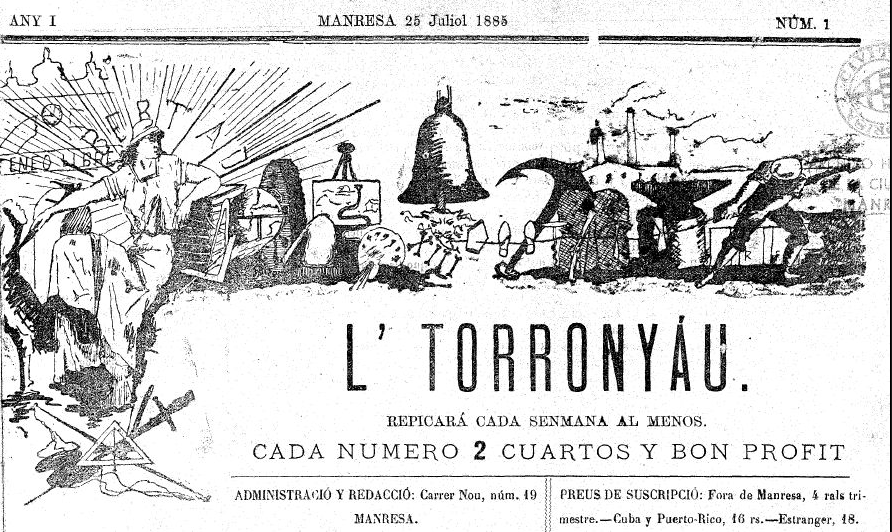
Primera capçalera de la revista Lo Torronyáu, on hi col·labora Ayné

Joaquim Ayné i Rabell (Barcelona, 6 de desembre de 1867 - gener de 1940) fou un comediògraf, poeta i periodista català.
Col·laborà en la setmanari satíric manresà de tendència liberal Lo Torronyáu, i en els diaris de Barcelona, Reus, Sabadell, etc. i aconseguí diversos premis en certàmens literaris. Va escriure algunes comèdies, la major part de to patriòtic, però en general peces còmiques sense gaire ambició, entre elles:
- Els amics porten fatics;
- El castic per si mateix;
- Un home de palla, (1891);
- Lluna nova, (Barcelona, 1888);
- Lo joc, drama en tres actes (1899);
- Poesies de la terra, i altres obres de literatura catalana.

Aplegà els seus poemes en el volum Branquillons (Hospitalet del Llobregat, 1886)